# Eupithecia ptychospila
Eupithecia ptychospila är en fjärilsart som beskrevs av Louis Beethoven Prout 1937. Eupithecia ptychospila ingår i släktet Eupithecia och familjen mätare. Inga underarter finns listade i Catalogue of Life.